# Iris oratoria
Iris oratoria là một loài Bọ ngựa trong họ Bọ ngựa. Loài này được Linnaeus miêu tả năm 1758. Đây là loài du nhập vào Hoa Kỳ.